# آلکان ایر
آلکان ایر (به انگلیسی: Alkan Air) یک شرکت هواپیمایی است که در ۱۹۷۷ میلادی تأسیس شده‌است. دفتر مرکزی آلکان ایر در وایت‌هورس، یوکان، کانادا واقع شده‌است.